# 2,5D
Ne doit pas être confondu avec Dimension fractale.
 (juillet 2016).
Si vous disposez d'ouvrages ou d'articles de référence ou si vous connaissez des sites web de qualité traitant du thème abordé ici, merci de compléter l'article en donnant les références utiles à sa vérifiabilité et en les liant à la section « Notes et références ».
La 2,5D (aussi appelée 2D et demi ou pseudo 3D) désigne les technologies d'imagerie qui se trouvent à mi-chemin entre 2D et 3D,,.
La 2,5D est un terme polysémique qui ne désigne pas une technique en particulier, mais un ensemble de techniques, certaines se rapprochant davantage de la 2D, d'autres de la 3D. Certaines donnent au spectateur l'impression de visionner une scène en 3D tout en ayant le moins recours possible à la véritable 3D, soit pour alléger les temps de calcul, soit par choix esthétique. D'autres, au contraire, font entièrement recours à de la 3D pour afficher une scène principalement située dans un plan (2D).

## Utilisation de la 2,5D?
Quand la 2,5D est choisie pour des raisons techniques, elle est souvent dans le cadre du jeu vidéo pour simuler des environnements 3D sur des plates-formes n'ayant pas une puissance de calcul suffisante pour travailler vraiment en 3D : téléphones portables, consoles de poche, premiers micro-ordinateurs.
Quand elle est choisie pour des raisons conceptuelles, comme c'est souvent le cas aujourd'hui, c'est pour satisfaire à la fois à des exigences esthétiques modernes (via l'utilisation d'un moteur de rendu 3D dernier cri) et des exigences en termes de gameplay, pour satisfaire à un genre donné (par exemple: un jeu de plates-formes se prête mieux, par nature, à la 2D).
C'est également dans les parcs à thème que l'on peut trouver cette technologie, pour des attractions utilisant des écrans. Par exemple, le véhicule entre dans une pièce dont une partie (qui va introduire des personnages) est un écran, la projection est synchronisée avec le mouvement du véhicule et donne l'impression qu'il s'agit bien de la pièce plutôt que d'un écran.

## Plusieurs techniques de 2,5D

### Personnages en 3D dans un décor pré-rendu en 2D
Il s'agit de la technique popularisée par Alone in the Dark en 1992, et qui a fait de ce jeu l'une des killer applications des PC cette année-là. L'espace dans lequel évolue le personnage du joueur est en 3D, et le personnage lui-même est en 3D. Cependant la position et l'angle de la caméra sont fixes, et le décor qui est censé représenter l'espace en 3D n'est pas rendu en 3D temps réel. Il s'agit au contraire d'une simple image (2D). Cette image peut être soit dessinée (Alone in the Dark), soit être en 3D précalculée (ce qui en fait néanmoins de la 2D dans le contexte du jeu), soit être une vidéo (Blade Runner). L'avantage de cette technique est que les concepteurs du jeu peuvent ainsi ajouter autant de détails qu'ils le souhaitent au décor, puisque ceux-ci n'ont pas besoin d'être rendus en 3D, sans ralentir le temps de calcul de la scène 3D.
Autres exemples notables utilisant cette technique : Ecstatica (1994), Blade Runner (1997), Syberia (2002), la trilogie The Black Mirror (2004), Gray Matter (2010), etc.

### Personnages en 2D dans un décor en 3D
Il s'agit ici d'afficher une scène en 3D temps réel, mais d'alléger les calculs en représentant tous les objets trop complexes à l'aide de sprites en 2D.
En se basant sur l'exemple du Mode 7 de la console Super Nintendo qui permet d'afficher un unique élément 3D : un large plan, que la console est capable de faire tourner sous l'angle souhaité, la plupart des développeurs prennent le parti d'utiliser ce plan pour représenter le « sol » de la scène en pseudo-3D, puis d'afficher par-dessus tous les éléments complexes de la scène. Ainsi, dans Mario Kart et F-Zero, le plan en 3D représente le circuit de la course tracé au sol, que la caméra survole librement. Ensuite, les véhicules ainsi que les obstacles sont des sprites en 2D affichés par-dessus.
Si on considère les jeux comme Wolfenstein 3D, Doom et Duke Nukem 3D, on pourrait considérer qu'il s'agit de 2,5D, puisque, d'une part, les décors ne sont pas capables d'afficher de la « vraie » 3D, et d'autre part tous les ennemis et objets complexes sont des sprites en 2D. Cependant ce choix est laissé au lecteur car cette situation se rapproche néanmoins énormément de la « véritable » 3D. On ne peut plus parler de 2,5D.
Si on considère un jeu comme Outrun (1986), le sol est constitué de simples bandes horizontales défilant très vite du haut vers le bas. Le moteur du jeu déplace ces bandes vers la gauche ou vers la droite pour courber la route, ou légèrement de haut en bas pour simuler des collines. Tous les autres éléments sont des sprites en 2D. On peut considérer cette technique comme l’ancêtre du Mode 7 (voir ci-dessus). Cependant elle fait tellement peu recours à de véritables calculs 3D qu'on peut considérer qu'elle se rapproche trop de la 2D pour être qualifiée de 2,5D. Ce choix est laissé au lecteur. Cette technique est utilisée sous forme améliorée dans Space Harrier (1985), lequel, contrairement à Outrun, exploite tout le potentiel de pseudo-3D. Ainsi, on peut véritablement parler de 2,5D.
La technique du Voxel (telle que vue dans le jeu Outcast en 1999) s'apparente à de la véritable 3D. Cependant le choix est, là encore, laissé au lecteur.
Il peut également s'agir d'un choix artistique avec pour exemple la série des Paper Mario et Bug Fables: The Everlasting Sapling.

### 3D isométrique
De très nombreux jeux simulent la 3D du décor en représentant celui-ci sous forme de 3D axonométrique (plus souvent appelée « 3D isométrique » par abus de langage). La scène est constituée d'une grille de petits dessins en 2D qui représentent chacun une partie d'un petit élément simple, vu sous un angle donné (par exemple: le versant d'une colline vu de l'Ouest). Le moteur du jeu autorise le plus souvent le joueur à faire pivoter la scène de 90°, les petits éléments 2D ayant été pré-rendus pour pouvoir être vus sous au moins 4 angles donnés (vus à 0°, vus à 90°, vus à 180° et vus à 270°).
Exemples : Populous ou SimCity 2000.

### Très nombreux éléments 3D dans une scène en 3D simple
Ce procédé est la continuation technologique des procédés décrits sous « personnages en 2D dans un décor en 3D ». Cette fois, la machine est suffisamment puissante pour afficher l'intégralité des éléments en 3D, sous réserve de quelques restrictions techniques (par exemple: ne pas changer l'angle de la caméra). Ainsi on obtient des jeux de plate-forme en vue de profil, mais où tous les éléments, y compris les plates-formes, sont en réalité des objets en 3D dans une scène en 3D.
Exemples : New Super Mario Bros., Donkey Kong Country Returns et Sonic the Hedgehog 4: Episode 1.
Parfois, l'utilisation de ce procédé ne résulte pas de restrictions techniques mais uniquement d'un choix artistique ou de gameplay. Dans ce cas, la 2,5D est purement conceptuelle. C'est le cas de presque tous les jeux en pseudo 2D développés dans des environnements de développement intégrés modernes tels que Unity ou Unreal Engine : ceux-ci sont conçus dès le départ pour n'afficher que de la 3D en temps réel, et les jeux développés dans ces environnements sont en pseudo 2D. Bien souvent, l'arrière plan regorge d'éléments en 3D pure.
Exemples : Limbo, Rocket Knight, etc.

### Scène en 3D constituée d'une juxtaposition d'éléments 2D
Il s'agit ici de limiter l'utilisation de la 3D au calcul du positionnement et de la taille des éléments à afficher dans la scène. En revanche, tous ces éléments demeurent des éléments 2D qui font tous face au spectateur (technique du billboard), y compris ceux constituant le décor.
Ce choix technique peut par exemple s'appliquer à la technique du parallaxe: la scène est constituée de grandes images en 2D mobiles, chacune représentant un plan dans la scène (arrière-plan, premier plan, etc.). Chacun de ces plans se déplace à une vitesse différente par rapport au spectateur, suivant sa distance à lui. Ainsi, si la scène représente des montagnes en arrière plan, alors elles défileront plus lentement que le premier plan, et le une soleil, qui se situe encore plus loin de la caméra, se déplacera encore plus lentement que les montagnes, ce qui donne au spectateur une impression de profondeur dans la scène. Les calculs 3D résident dans le calcul de la vitesse de défilement des plans et de leur taille.
On observe le même genre d'effet dans l'image servant à illustrer cet article (portrait de madame de Verninac en pseudo-3D). Lors du zoom, on a un sentiment de 3D, mais on s'aperçoit qu'il ne s'agit que de la juxtaposition de plans en 2D : l'arrière-plan, le personnage, le cadre du tableau, qui sont redimensionnés à des vitesses différentes au fur et à mesure que la caméra avance.
Dans le jeu Ecstatica, les personnages ne sont pas réellement constitués de polygones en 3D comme c'est le cas dans Alone in the Dark. Il s'agit en réalité d'une multitude de sprites en 2D (billboard), chaque sprite représentant une boule. La juxtaposition de toutes ces boules donne le sentiment d'observer un personnage en 3D que l'on peut faire tourner dans toutes les directions, et animer. L'avantage par rapport à Alone in the Dark est qu'on peut afficher beaucoup plus de "boules" en 2D dans un billboard que de polygones en 3D. Finalement le personnage paraît moins anguleux.

### Autres techniques exotiques de 2.5D
La série de jeux vidéo Myst, en particulier Myst III: Exile et Myst IV: Revelation, est un exemple unique de 2,5D « exotique ». Ces jeux utilisent un ensemble de techniques de rendu donnant l'impression d'une véritable 3D temps réel, en n'ayant recours qu'à de la 2D améliorée. Ces techniques de rendu 2D ont néanmoins recours aux calculs 3D par certains aspects. On peut donc choisir de les qualifier de 2,5D.

#### Vue à 360°
Myst utilise la technologie offerte par QuickTime pour représenter une grande image panoramique 2D sous forme de 3D. Le spectateur ne peut pas se déplacer dans la scène, mais peut regarder tout autour de lui à 360°. Une simple déformation des bords de l'image donne une impression de 3D saisissante. Le fait qu'il faille calculer l'angle de vue du spectateur apporte les éléments de 3D qui nous permettent de qualifier cette technique de 2,5D.

#### Profondeur de champ
Dans Myst IV, lorsque le joueur survole de sa souris un élément plus ou moins distant dans la scène, celle-ci sera rendue avec un flou de profondeur, l’élément survolé apparaissant net, tandis que les éléments situés à des distances différentes seront flous. Il y a donc bel et bien un calcul de la distance par rapport au spectateur appliqué à une image en 2D (l'image panoramique). On peut parler de 2,5D.